# Heuaktion
L'Heuaktion (letteralmente dal tedesco, "raccolta di fieno") è stata un'operazione condotta da parte della Germania nazista durante la seconda guerra mondiale: da 40.000 a 50.000 bambini polacchi, di età compresa tra i 10 e i 14 anni, furono rapiti dalle forze di occupazione tedesche e trasportati in Germania come schiavi. Il termine "heuaktion" è un acronimo che sta per: senza patria, senza genitori e senzatetto (Heimatlos, elternlos, unterkunftslos), da cui si ricava "heu", che in tedesco vuol dire fieno, e quindi "heuaktion", ovvero "operazione fieno").
Dopo l'arrivo in Germania, i bambini furono consegnati all'Organizzazione Todt, dove lavorarono per gli aerei Junkers. L'intenzione del sequestro di massa è stata quella di fare pressione sulle popolazioni adulte dei territori occupati per registrarsi come lavoratori del Reich, e di indebolire la "forza biologica" delle aree dell'Unione Sovietica che la Germania aveva invaso.

## Contesto
Alfred Rosenberg, capo del Ministero del Reich per i Territori occupati dell'Est, temendo che la scelta dei bambini più piccoli sarebbe stata vista come un mero rapimento, propose il rapimento di bambini più grandi, dai 15 ai 17 anni. Tuttavia, le azioni della 9. Armee tedesca lo indussero a consentire il rapimento dei bambini più piccoli.
I bambini furono trasferiti in campi speciali chiamati Kindererziehungslager, dove furono posti i bambini polacchi adatti alla germanizzazione. I bambini considerati invece razzialmente inadatti furono inviati ai lavori forzati o nei campi di concentramento come quello di Auschwitz, dopo la distruzione dei loro certificati di nascita.
I bambini furono rapiti dal Gruppo d’armate Centro e dalla 2. Armee, il cui Capo di Stato Maggiore, Henning von Tresckow, firmò il 28 giugno del 1944 l'ordine del rapimento.
L'operazione raggiunse il suo apice nel 1944, ma a causa dell'esito della guerra i rapimenti non furono completamente realizzati.

## Nel dopoguerra
Il processo di Norimberga classificò il rapimento dei bambini come parte del programma sistematico nazista di genocidio.